# T-45 Goshawk
T-45 «Ґосгок» (англ. T-45 Goshawk) — американський навчально-тренувальний літак палубного базування. Розроблений на основі британського BAE Hawk і випускається спільно з американською фірмою Boeing (до 1997 року — McDonnell Douglas) і британською British Aerospace (зараз BAE Systems). T-45 використовуються ВМС США і на початок 2008 року налітали 800 тис. годин.